# Aglaiocercus
Genre
Aglaiocercus est un genre d’oiseaux de la famille des Trochilidae et de la sous-famille des Lesbiinae et de la tribu des Lesbiini connus sous le nom de Sylphe.

## Liste des espèces
D'après la classification de référence (version 15.1, 2025) du Congrès ornithologique international (ordre phylogénique) :
- Aglaiocercus kingii – Sylphe à queue d'azur
- Aglaiocercus coelestis – Sylphe à queue violette
- Aglaiocercus berlepschi – Sylphe du Venezuela